# Wiert Berghuis
Wiert Pauwel Berghuis (Oosterend, 25 april 1911 – Kampen, 29 december 1989) was een Nederlands politicus, lid van de Anti-Revolutionaire Partij en de Gereformeerde Kerken in Nederland.
Berghuis studeerde rechten aan de Vrije Universiteit te Amsterdam, en promoveerde in 1937 op een proefschrift getiteld Het rechtskarakter der ambtenaarsverhouding. Op 9 mei 1940 werd Berghuis benoemd tot burgemeester van Smilde. In november 1941 stapte hij na een ernstig conflict met de NSB en de bezettingsmacht als zodanig op. In 1942-1944 was hij gegijzeld op het kamp Sint-Michielsgestel. Na zijn vrijlating dook hij onder, en was hij betrokken bij de groep rond de illegale verzetskrant Trouw. Na de oorlog werd hij opnieuw burgemeester van Smilde, en vanaf 1952 van Kampen.
In 1956 werd hij benoemd tot landelijk voorzitter van de ARP. Aanvankelijk voer hij als zodanig een traditionele koers, maar, onder meer onder invloed van de kwestie Nederlands-Nieuw-Guinea, schoof hij op naar links, wat in 1965 leidde tot de uitspraak dat samenwerking in een kabinet met de PvdA wenselijk was. In 1968 trad hij af als partijvoorzitter om gezondheidsredenen, in 1970 vertrok hij om dezelfde reden als burgemeester van Kampen. Zijn afscheid van de politiek nam hij in 1977 toen hij na 20 jaar uit de Eerste Kamer vertrok, hoewel hij het volgende jaar tijdens de affaire-Aantjes nog eenmaal op de voorgrond trad.
Toen in 1980 het CDA gevormd werd, weigerde Berghuis er lid van te worden.